# Erioptera (Teleneura) acanthapophysis
Erioptera (Teleneura) acanthapophysis is een tweevleugelige uit de familie steltmuggen (Limoniidae). De soort komt voor in het Oriëntaals gebied.